# بمم
بمم إحدى قرى مركز تلا التابع لمحافظة المنوفية بجمهورية مصر العربية.

## التاريخ
قرية بمم من القرى القديمة، حيث وردت باسم «بمّ» في أعمال جزيرة بني نصر ضمن قرى الروك الصلاحي التي أحصاها ابن مماتي في كتاب قوانين الدواوين، كما وردت باسم «بمم» في أعمال جزيرة بني نصر ضمن قرى الروك الناصري التي أحصاها ابن الجيعان في كتاب «التحفة السنية بأسماء البلاد المصرية». وفي العصر العثماني وردت باسم «بمم» في التربيع العثماني الذي أجراه الوالي العثماني سليمان باشا الخادم في عصر السلطان العثماني سليمان القانوني ضمن قرى ولاية جزيرة بني نصر، وفي تاريخ 1228هـ/1813م الذي عدّ قرى مصر بعد المسح الذي قام به محمد علي باشا باسم «بمم» ضمن قرى مديرية المنوفية.

## السكان
بلغ عدد سكان بمم وعزبة الكوم الأحمر 10,384 نسمة، منهم 5،367 رجل و5،017 إمرأة، الإحصاء الرسمي لعام 2006.

## مشاكل القرية
تعاني القرية من وجود مكبّ للنفايات في القرية، مما يشكل خطر على صحة ساكنيها.